# Saint Louis (Le Goff)

Saint Louis, publié chez Gallimard en 1996, est un ouvrage écrit par l'historien Jacques Le Goff, spécialiste de l'histoire des mentalités au Moyen Âge, sur la vie et la personnalité du roi de France et saint de l'Église catholique, Louis IX. 